# Alfred Lapukin
Alfred Lapukin, född 10 april 1915 i Moskva, död 1960 i Örebro, var en svensk målare, keramiker och tecknare.
Han var från 1941 gift med skådespelaren Elsa Daugavietis. Lapukin kom till Sverige 1944 och hade dessförinnan bedrivit arkitekturstudier vid Riga högskola 1934-1939 och konststudier för Vilhelms Purvitis 1941-1942. Separat ställde han ut i Riga 1943 och i Sverige i Örebro, Karlskoga, Stockholm och Kristinehamn. Han medverkade i samlingsutställningar med Gotlands konstförening och i den Baltiska utställningen på Liljevalchs konsthall. Hans konst består av stilleben, figurmotiv och naturalistiska landskap samt polykromt glaserade plattor i lergods samt småskulpturer och reliefer i lergods. Tillsammans med Endel Köks, Bengt Rune Nordström och Lars Spaak bildade han avantgardegruppen EX i Örebro. Lapukin är representerad vid Örebro läns museum och Stockholms stadsmuseum.